# John Ashworth (biologiste)
Sir John Ashworth, né le 27 novembre 1938 et mort le 3 mars 2025, est un scientifique et pédagogue britannique.

## Éducation
Il fait ses études à la West Buckland School et à l'Exeter College d'Oxford. Il obtient un doctorat en biochimie à l'Université de Leicester et y est maitre de conférence avant d'occuper un poste de professeur, fondateur de biologie à l'Université de l'Essex en 1974. Ses recherches scientifiques de l'époque portent sur la biologie du développement et la différenciation cellulaire, avec un intérêt particulier pour la moisissure visqueuse.

## Carrière
John Ashworth rejoint le Cabinet Office du gouvernement britannique en 1976, où il est Conseiller scientifique en chef du Gouvernement britannique, d'abord en détachement, puis en tant que Sous-secrétaire d'État au Cabinet Office de 1979 à 1981. Il devient vice-chancelier de l'Université de Salford de 1981 à 1990 puis directeur de la London School of Economics de 1990 à 1996. Il est également président du conseil d'administration de la British Library de 1996 à 2001, de l'Institute of Cancer Research (vice-président) de 2003 à 2007 et de Barts et du London NHS Trust de 2003 à 2007. Il est gouverneur de la Fondation Ditchley et président du conseil d'administration de Richmond, l'American International University de Londres, une université privée d'arts libéraux et d'études professionnelles basée à Richmond upon Thames et Kensington.
Il reçoit un doctorat honorifique en droit de l'Université de Leicester en 2005.
Il prend sa retraite en 2007 et est nommé chevalier pour les services publics dans la liste des honneurs du Nouvel An de la Reine 2008. Il est nommé membre honoraire de l'Exeter College d'Oxford en 1983.